# Saint-Paul-Flaugnac
Saint-Paul-Flaugnac ist eine französische Gemeinde mit 981 Einwohnern (Stand: 1. Januar 2022) im Département Lot in der Region Okzitanien. Sie gehört zum Arrondissement Cahors und zum Kanton Marches du Sud-Quercy. Sie entstand als Commune nouvelle mit Wirkung vom 1. Januar 2016 durch die Zusammenlegung der bisherigen Gemeinden Saint-Paul-de-Loubressac und Flaugnac, die seither den Status von Communes déléguées besitzen. Das Verwaltungszentrum befindet sich in Flaugnac. Nachbargemeinden sind Pern-Lhospitalet im Norden, Fontanès im Nordosten, Montdoumerc im Osten, Montpezat-de-Quercy im Südosten, Montfermier im Südwesten und Castelnau-Montratier im Westen.

## Gliederung
| Ortsteil                   | ehemaliger INSEE-Code | Fläche (km²) | Einwohnerzahl zum 1. Januar 2022 |
| -------------------------- | --------------------- | ------------ | -------------------------------- |
| Flaugnac (Verwaltungssitz) | 46103                 | 30,96        | 405                              |
| Saint-Paul-de-Loubressac   | 46287                 | 20,19        | 576                              |